# Odendaalsrus
Odendaalsrus, ehemals Odendaalsrust, ist eine Stadt in der südafrikanischen Provinz Freistaat. Sie liegt in der Lokalgemeinde Matjhabeng im Distrikt Lejweleputswa.

## Geographie
2011 hatte Odendaalsrus 9393 Einwohner. Rund zehn Kilometer östlich befindet sich die Townshipsiedlung Kutloanong (auch Kutlwanong) mit 54.350 Einwohnern. Odendaalsrus liegt 13 Kilometer nördlich der Stadt Welkom.

## Geschichte
Der Ort entstand 1899 auf dem Gebiet der Farm Kalkkuil, nach dessen Besitzer J. J. Odendaal der Ort benannt wurde (Afrikaans; deutsch etwa: „Odendaals Ruhe“). 1912 erhielt der Ort den Gemeindestatus. 1946 wurde dort auf dem Gebiet der Farm Geduld erstmals im damaligen Oranje-Freistaat Gold gefunden. Alan Paton thematisierte dies in seinem 1948 erschienenen Roman Cry the Beloved Country. In der Folge wuchs die Bevölkerung rasch. Die rund zwei Kilometer von Odendaalsrus entfernte Schwarzensiedlung Hospital Park wurde aufgelöst; die Schwarzen mussten in das weiter entfernte Township Kutloanong (Sesotho für „Einheit“) umziehen. 2000 kam Odendaalsrus zur neugegründeten Gemeinde Mathjabeng.

## Wirtschaft und Verkehr
Haupteinnahmequellen sind Goldbergbau und Landwirtschaft, insbesondere der Maisanbau.
Odendaalsrus liegt an der R30, die unter anderem Bothaville und Allanridge im Norden mit Theunissen im Süden verbindet. Die R34 verläuft von Bloemhof im Westen über Wesselsbron und Odendaalsrus nach Kroonstad im Nordnordosten, die R70 führt von Odendaalsrus Richtung Hennenman im Südosten und weiter Richtung Ficksburg an der Grenze zu Lesotho.
Auf der Nebenbahn Whites–Bothaville, die von der Hauptbahn Johannesburg–Bloemfontein abzweigt, wird Odendaalsrus im Güterverkehr bedient.